# يان دومينك
يان دومينك (بالفرنسية: Yann Domenech)‏ هو منافس ألعاب قوى فرنسي، ولد في 17 مارس 1979 في فالريس في فرنسا.

## وصلات خارجية
- الموقع الرسمي
- يان دومينك على موقع الاتحاد الدولي لألعاب القوى (الإنجليزية)
- يان دومينك على موقع الاتحاد الفرنسي لألعاب القوى (الفرنسية)
- يان دومينك على موقع أوليمبيديا (الإنجليزية)